# Bettana
Bettana (àrab: بطانة, Baṭṭāna; amazic estàndard marroquí: ⴱⵟⴰⵏⴰ, Bṭana) és un arrondissement del municipi de Salé, a la prefectura de Salé, a la regió de Rabat-Salé-Kenitra, al Marroc. Segons el cens de 2014 tenia una població total de 95.291 persones. La seva població havia augmentat de 103.142 habitants en 1994 a 103.165 en 2004.